# Giuliano Palma
Giuliano Palma (Milano, 2 dicembre 1965) è un cantautore italiano.

## Biografia

### L'inizio con i Casino Royale
Cresciuto a Milano, ha frequentato l'Istituto tecnico Industriale Statale superiore "Luigi Galvani".
Noto principalmente come frontman, il critico musicale Diego Nozza in Hardcore. Introduzione al punk italiano degli anni ottanta, lo cita come chitarrista del gruppo punk rock Orda, in cui cantava Stiv Valli, attivo nei primi anni ottanta.
Nel 1987 fonda i Casino Royale, gruppo musicale milanese dalle varie influenze musicali e dal nome ispirato alla saga di James Bond. Con il gruppo pubblica nel 1988 l'album Soul of Ska (Vox Pop), seguito da Jungle Jubilee e Ten Golden Guns nel 1990, segnati da una forte influenza ska e reggae.
Nel 1993 esce Dainamaita, primo album registrato per una major, con un'esplosione di suoni molto diversi tra loro: black rock, reggae, hip hop, dub, funk, e nel 1994 comincia la lavorazione di Sempre più vicini in cui si vede la partecipazione di Ben Young, che fa incontrare alla band sonorità introspettive più profonde.
Nel 1995 collabora con Neffa nel disco Neffa & i messaggeri della dopa, in particolare lo si ricorda nel ritornello del singolo Aspettando il sole.
Alla fine del 1995 si trasferisce a Londra con la band per comporre i brani dell'album CRX.
Nel 1997 con i Casino Royale viene scelto dagli U2 per l'apertura dei concerti in Italia PopMart Tour.
Nel 1998 Giuliano Palma e Patrick Benifei (tastierista dei Casino Royale e attuale voce dei Bluebeaters), a nome The Soul Kingdom, collaborano con La Pina nel disco Piovono angeli con il singolo Parla piano e video musicale annesso, di discreto successo, e successivamente con l'album Cora.

### I Bluebeaters e la carriera solista

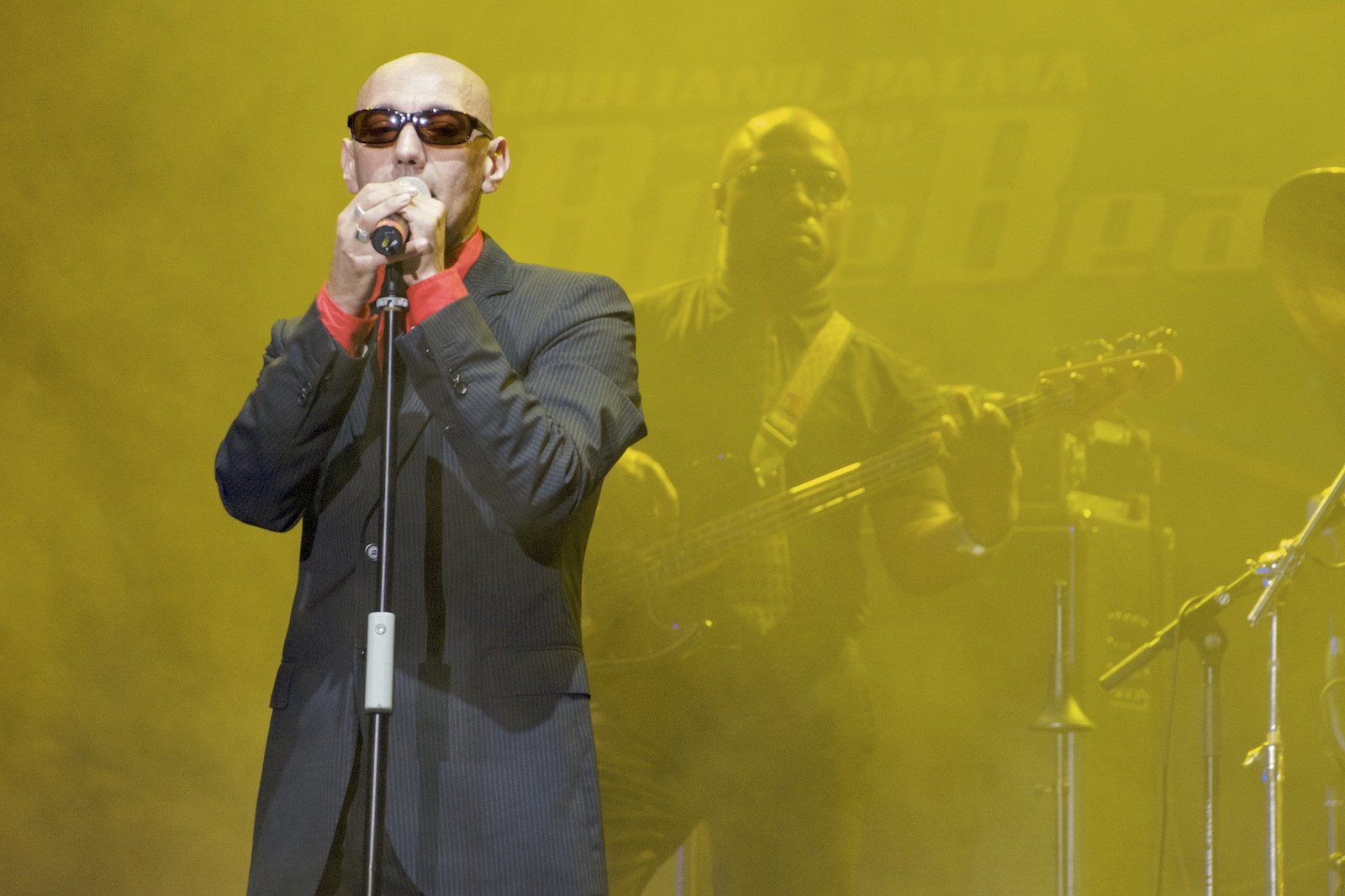
Giuliano Palma all'Italia Wave Love Festival del 2009, a Livorno

Il 1999 è un anno di svolta per Giuliano Palma, che sceglie la vita da solista, lascia i Casino Royale, di cui era uno dei membri fondatori, e si dedica al suo side-project i Bluebeaters.
I Bluebeaters sono una live band di musicisti provenienti da altri gruppi come Fratelli di Soledad, Africa Unite e Casino Royale, appassionati di rocksteady giamaicano e soul americano, che reinterpretano brani d'autore e sconosciuti al grande pubblico.
La formazione originale del gruppo vede Giuliano 'King' Palma (voce), Patrick Benifei (tastierista) e Ferdi "One Drop" dei Casino Royale e Bunna (bassista), Paolo Parpaglione (sassofonista), "Cato" Senatore (chitarrista) e Mr. T-bone (trombonista) degli Africa Unite.
All'Hiroshima Mon Amour di Torino, la loro prima esibizione con la partecipazione di "Zorro" dei Fratelli Di Soledad, è un successo clamoroso che crea subito un alone di leggenda intorno al dream team dello ska italiano.
Nascono gli arrangiamenti di brani come Believe di Cher, See You Tonite di Gene Simmons, Wonderful Life di Black, I Don't Know Why I Love You (But I Do) di Henry "Frogman" Clarence, Stop Making Love dei Four.
Finalmente nel 2000 esce l'album ufficiale dei Bluebeaters conosciuto con il nome di The Album che viene premiato con il disco d'oro. Gino Paoli chiama Giuliano per poter partecipare a due cover Domani e Che cosa c'è, cosa che avverrà e verrà inserita nella ristampa del disco nel 2000, mentre nel 2001 esce un disco dallo spirito nostalgico ma molto contemporaneo allo stesso tempo tratto dai concerti della band "Wonderful Live", e al termine del tour Giuliano Palma e il tastierista dei Casino Royale celati dallo pseudonimo di "Soul Kingdom" partecipano alla produzione del lavoro della rapper La Pina, dal titolo Cora.
Nel 2002 esce il suo primo vero album da solista GP Gran Premio da cui sono stati estratti due singoli (con relativi videoclip): Musica di musica e Viaggio solo. Il risultato è un disco curato, di raffinata sonorità soul al funk, al rock, al reggae e al R&B, il tutto scritto e prodotto da Giuliano e La Pina.
La formazione dei Bluebeaters torna nel 2004 con nuove cover e rivisitazioni, sui palchi d'Italia per l'Anniversary Tour, una serie di concerti sold out che celebrano i 10 anni di attività della band, a cui nel frattempo si sono aggiunti Peter Truffa, pianista preso in prestito dalla New York Ska Jazz Ensemble e Fabio Merigo, chitarrista di Reggae National Tickets.
Nel 2005 esce Long Playing, il secondo album per i Giuliano Palma & the Bluebeaters, che ottiene un altro disco d'oro. Le 22 tracce in esso contenute, tra cui il primo singolo Messico e Nuvole e Keep On Running, secondo singolo estratto dall'album, sono un vero concentrato di energia e originalità a conferma dello stile unico ed inconfondibile della band, il disco vende oltre 38 000 copie.
Il successo è sancito con l'uscita di Come le Viole (7 luglio 2006) terzo e ultimo singolo. Il brano, che non era contenuto nell'album, verrà messo in vendita come cd singolo e in una nuova versione doppia di Long Playing che conterrà sia il cd album che il cd singolo.
Nel 2007 i Bluebeaters sono stati impegnati al "Transeuropa" di Torino, studio di Carlo Ubaldo Rossi, per la registrazione del loro nuovo, attesissimo album, Boogaloo uscito ad ottobre. Nell'album sono presenti una sezione d'archi e l'inserimento in tracklist di un brano inedito, "Marvin Boogaloo", scritto in collaborazione con Fabio Merigo, chitarrista dei Bluebeaters e co-produttore del disco dedicato alla memoria del bull terrier di Giuliano scomparso in quel periodo. Il disco di 17 brani contiene "Testarda io" di Iva Zanicchi, "Pensiero d'amore" di Mal e il brano "Tutta mia la città" dell'Equipe 84. Proprio questo singolo arriva al settimo posto del Music Control, mentre l'album, nella prima settimana di pubblicazione, raggiunge la nona posizione della classifica ufficiale. La canzone diventa un inno della campagna elettorale dell'ex sindaco di Milano Giuliano Pisapia: i Bluebeaters suonano, infatti, questa canzone al termine della serata conclusiva della campagna, coinvolgendo nei ritornelli finali politici, artisti e decine di migliaia di persone in Piazza Duomo.
Nel 2009 partecipa da solista insieme ai maggiori esponenti della musica italiana, sotto il nome di Artisti Uniti Per L'Abruzzo al singolo Domani 21/04.2009, collabora con Nina Zilli nel suo singolo d'esordio 50mila, mentre il 6 novembre 2009 esce il nuovo album dei Bluebeaters: Combo.
Nel 2011 collabora con Caro Emerald al singolo Riviera Life.
sempre nel 2011 sale sul palco del Concerto del Primo Maggio insieme a Nina Zilli.
Venerdì 17 febbraio 2012 durante il Festival di Sanremo duetta insieme con Nina Zilli al brano Per sempre.
Nel luglio 2012 collabora con Club Dogo al singolo P.E.S..
Nel 2013 entra a far parte del programma televisivo Zelig dove viene scelto per la parte musicale realizzando la sigla con la cover di Willy DeVille della canzone Demasiado Corazon e suonando nel corso delle puntate cover italiane e ogni volta chiudendo il programma con una sua canzone.
Nel 2014 partecipa alla 64ª edizione del Festival di Sanremo con i brani Un bacio crudele e Così lontano (scritto per lui da Nina Zilli e Marco Ciappelli), piazzandosi all'undicesimo posto della classifica finale. In contemporanea esce con il nuovo album solista Old Boy che contiene 13 brani inediti e la cover Always something there to remind me di Burt Bacharach.
Il 5 maggio 2015 viene pubblicato l'album Ora o mai più del produttore italiano Don Joe, contenente tra le varie tracce Come guardo una donna che vede la collaborazione di Giuliano Palma, estratto successivamente come singolo il 3 luglio.
Nel 2016, Palma collabora nella versione italiana del brano Bada Bing di Cris Cab.

Nel 2020 appare nell'album Infernvm dei rapper italiani Claver Gold e Murubutu, nel brano Paolo e Francesca, che verrà estratto come singolo volto ad anticipare l'album.

## Partecipazioni al Festival di Sanremo
| Anno e Categoria     | Brani                           | Interprete     | Piazzamento |
| -------------------- | ------------------------------- | -------------- | ----------- |
| Sanremo Artisti 2014 | Così lontano / Un bacio crudele | Giuliano Palma | 11º         |

## Televisione
- 2013 - Zelig

## Discografia

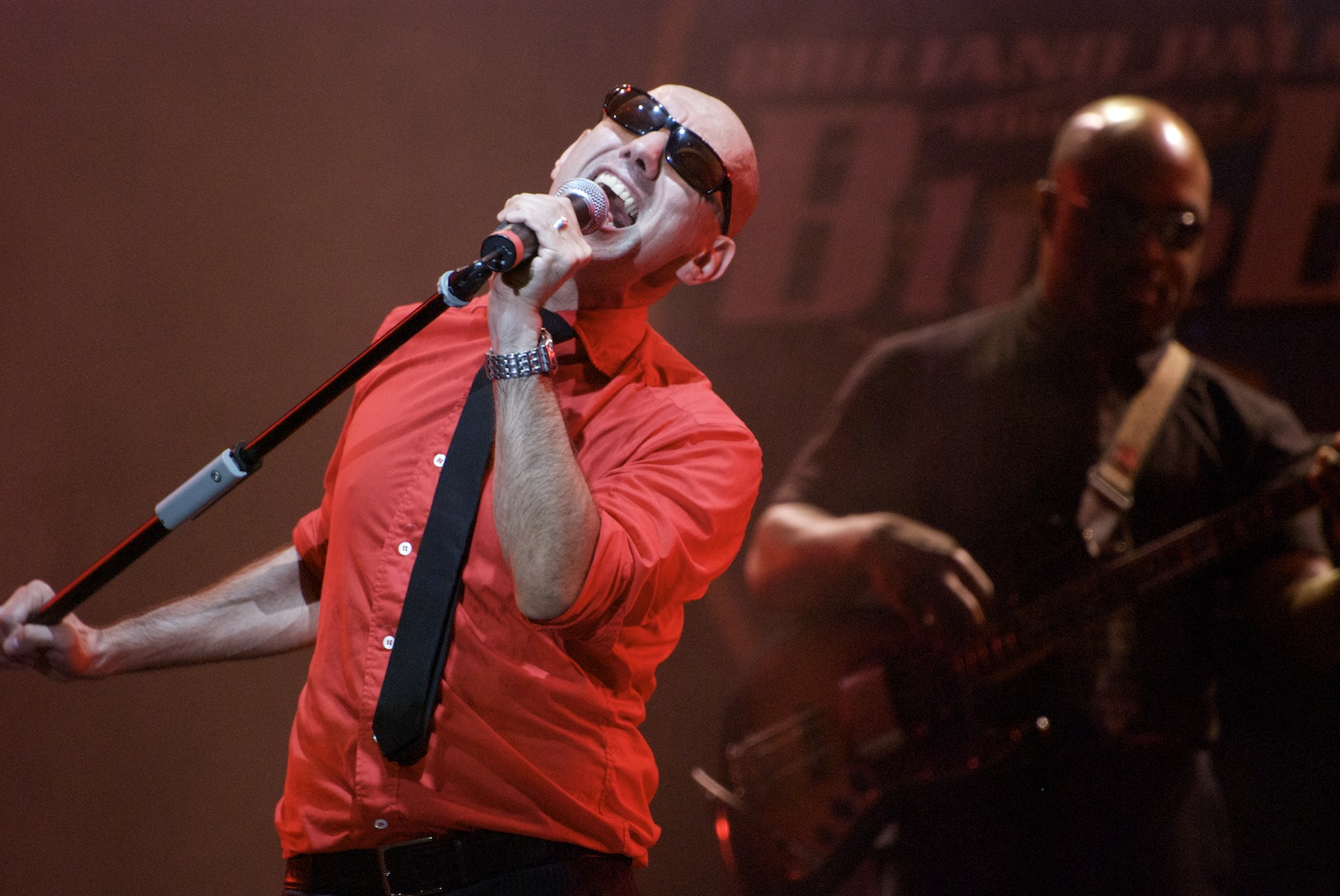
Giuliano Palma all'Italia Wave Love Festival del 2009, a Livorno

### Da solista

#### Album in studio
- 2002 - Gran Premio (Sony BMG/V2 Records)
- 2014 - Old Boy (Universal Music Group)
- 2016 - Groovin' (Universal Music Group)
- 2017 - Happy Christmas (Sony BMG)

#### Collaborazioni
- 1996 - Aspettando il Sole, featuring Neffa & I Messaggeri della Dopa
- 2009 - Domani, Artisti Uniti per l'Abruzzo (SugarMusic)
- 2009 - 50mila, featuring Nina Zilli
- 2011 - Riviera Life, featuring Caro Emerald
- 2012 - P.E.S., featuring Club Dogo per l'album Noi siamo il club, Universal Records
- 2016 - Bada Bing, featuring Cris Cab

### Con i Casino Royale

#### Album in studio
- 1988 - Soul of Ska (Vox Pop)
- 1990 - Jungle Jubilee (Kono Records)
- 1990 - Ten Golden Guns (Unicorn)
- 1993 - Dainamaita (Black Out)
- 1995 - Sempre più vicini (Black Out)
- 1996 - 1996: Adesso! (live) (Black Out)
- 1997 - CRX (Black Out)

### Con i Bluebeaters

#### Album in studio
- 1999 - The Album (KingSizeRecords)
- 2001 - The Wonderful Live (KingSizeRecords/V2 Records) (Live)
- 2005 - Long Playing (V2 Records)
- 2007 - Boogaloo (V2 Records)
- 2009 - Combo (V2 Records)

### Con i Soul Kingdom e La Pina

#### Album in studio
- 1998 - Piovono angeli (PolyGram)
- 2000 - Cora (Universal)

## Videografia

### Video musicali
| Anno | Titolo           | Regista/i        |
| ---- | ---------------- | ---------------- |
| 2002 | Musica di musica | Ago Panini       |
| 2002 | Viaggio solo     | Cosimo Alemà     |
| 2013 | Ora lo sai       | Pepsy Romanoff   |
| 2014 | Così lontano     | Pepsy Romanoff   |
| 2014 | Un bacio crudele | Pepsy Romanoff   |
| 2017 | Let It Snow      | Fabrizio Cestari |
| 2023 | Satellite        | Davide De Meo    |

#### Partecipazioni in videoclip di altri artisti
| Anno | Titolo                    | Artista                                              | Regista/i                 |
| ---- | ------------------------- | ---------------------------------------------------- | ------------------------- |
| 1996 | Aspettando il Sole        | Neffa & I Messaggeri della Dopa feat. Giuliano Palma |                           |
| 1998 | Parla piano               | La Pina feat. Giuliano Palma (come Soul Kingdom)     |                           |
| 1998 | In media ci sto dentro... | La Pina feat. Giuliano Palma (come Soul Kingdom)     |                           |
| 2000 | Dammi ancora              | La Pina feat. Giuliano Palma (come Soul Kingdom)     |                           |
| 2009 | Domani                    | Artisti Uniti per l'Abruzzo                          | Ambrogio Lo Giudice       |
| 2009 | 50mila                    | Nina Zilli feat. Giuliano Palma                      | Naù Germoglio             |
| 2012 | P.E.S.                    | Club Dogo feat. Giuliano Palma                       | Gianluca "Calu" Montesano |
| 2015 | Come guarda una donna     | Don Joe feat. Giuliano Palma                         | Malaka Films              |
| 2016 | Bada Bing                 | Cris Cab feat. Giuliano Palma                        | Oladapo "Daps" Fagbenle   |
| 2017 | Last Night                | Danti feat. Giuliano Palma                           | Enea Colombi              |